# Pipistrellus hesperidus
Pipistrellus hesperidus es una especie de murciélago de la familia Vespertilionidae.

## Distribución geográfica
Se encuentra en África.